# Phoenix Towers
Las Phoenix Towers fueron diseñadas por Ralph C. Harris y construidas por Del E. Webb. Los edificios fueron terminados en 1957 y están ubicados a dos kilómetros y medio al norte del centro de Phoenix, en la esquina de Central Avenue y Monte Vista Road. El edificio principal tiene 14 pisos con cuatro alas formando una X. Las "torres" realmente comparten una misma base, pero 2 de las alas son mucho más grandes que las otras dos, lo que da la apariencia de que son edificios separados. Una casa con piscina situada a escasos metros está incluida también en el Registro Nacional de Lugares Históricos. Los salientes de hormigón que sobresalen de las torres sirven como balcones y como toldos para los apartamentos de abajo.
La propiedad limita con el Heard Museum, que se encuentra al este de Monte Vista Road.
Los edificios fueron inscritos en el Registro Nacional de Lugares Históricos en 2008.